# Binton
Binton – wieś w Anglii, w hrabstwie Warwickshire, w dystrykcie Stratford-on-Avon. Leży 18 km na południowy zachód od miasta Warwick i 138 km na północny zachód od Londynu. W 2001 miejscowość liczyła 272 mieszkańców.